# مارسلو ویانا
مارسلو ویانا (انگلیسی: Marcelo Viana؛ زادهٔ ۴ مارس ۱۹۶۲) دانشمند در زمینه سامانه پویا اهل برزیل است.
وی همچنین برندهٔ جوایزی همچون کمک‌هزینه گوگنهایم شده‌است.